# Esteroisômeros
Estereoisómeros são moléculas cujos átomos tem a mesma forma estrutural, mas diferem na forma como esses mesmos átomos estão orientados no espaço. Apresentam atividade óptica e suas moléculas não sobrepoem sua imagem especular.